# امیلی هالبرت
امیلی هالبرت (انگلیسی: Emily Hulbert؛ زادهٔ ۲۰ دسامبر ۱۹۹۵) بازیکن فوتبال اهل استرالیا است.